# 兹拉特科·武约维奇
兹拉特科·武约维奇（1958年8月26日—），克罗地亚男子足球运动员。他曾代表南斯拉夫参加1982年和1990年国际足联世界杯。他也曾参加1980年夏季奥林匹克运动会。